# شرعية سياسية نفسية
الشرعية السياسية النفسية (الشرعية السياسية السيكولوجية)، هو مصطلح صاغه إيزاك بريليلتينسكي في عام 2003 باعتباره وسيلةً لتقييم أبحاث علم النفس المجتمعي وتدخلاته، ومدى انخراطها في ديناميكيات القوى والمستوى الأساسي للتحليل والنهوض بالعدالة الاجتماعية. قد تُستخدم سلسلة المعايير التي وضعها بريليلتينسكي في نطاق أي نموذج بحثي أو عملي مهم ضمن مجال العلوم الاجتماعية، لكنه يُمكن تعريفها ضمن إطار أبحاث علم النفس المجتمعي باعتبارها داعية إلى التركيز على الرفاه والاستبداد والتحرر على الأصعدة الجماعية والعلائقية والشخصية بحثيًا وعمليًا. 
تُعتبر دراسة بينيت حول النظام القديم للأميش في كندا وعلاقتهم بالدولة من خلال الاختلافات الثقافية وسياسات الزراعة الصناعية مثالًا على الأبحاث التي تستوفي الشرعية السياسية النفسية. يتحرى بحث بينيت في ديناميكيات القوى التي تربط ما بين الدولة والثقافة السائدة والمجتمع وشعب الأميش. يستعرض هذا البحث كل من موضوعي الاستبداد والتحرر على المستويين الفردي والمجتمعي، فضلًا عن كونه قادرًا على إحداث تغيير محلي جنبًا إلى جنب مع تغيير في السياسات العامة.

## نظرة عامة
يتعارض مفهوم الشرعية السياسية النفسية مع «الأعراف النفسية السائدة [التي] تدعم المؤسسات الاستبدادية، حتى وإن لم يضع علماء النفس مثل هذا الهدف في اعتبارهم». علاوةً على ذلك، يشكك المنهج التقييمي هذا في الوضعية السائدة. تطلب الشرعية السياسية النفسية من الباحث والناشط التفكير في السلطة وكيفية تأثيرها على القيم الأبستمولوجية والقيم القادرة على إحداث التغيير. 
- ما الآثار السياسية والنفسية المترتبة على الباحث ومواضيع البحث؟
- ما القيمة التي تضيفها مسألة بحثية ما؟
- ما الآثار المترتبة على التدخل المجتمعي الناجم عن المسألة البحثية المطروحة؟
- ما هي آلية تطبيق البحث ولماذا يُطبق؟

يصف بريليلتينسكي أحد عناصر الشرعية السياسية النفسية قائلًا إنه «مدى مراعاة البحث وأثره لديناميكيات القوى الفاعلة على الصعيدين النفسي والسياسي والتقاطع بينهما». يُفترض أن لتضمين السلطة والديناميكيات السياسية دور في تطوير علم النفس السريري وعلم النفس المجتمعي إلى ما هو أبعد من مساعدة المنكوبين، أي المساعدة على تغيير الأسباب الأساسية وراء انعدام المساواة، التي تترك بدورها أثرًا كبيرًا على السكان. قد يسفر التحقيق في الديناميكيات السياسية النفسية والسياسية ومناقشتها عن «تعزيز الرفاه، ومقاومة الاستبداد، والتشجيع على التحرر». 
يفسح الطابع متعدد التخصصات للشرعية السياسية النفسية المجال أمام الدراسات التمكينية والتغيير الاجتماعي. يقترح كل من بريليلتينسكي وفوكس إضفاء الطابع المؤسسي على الشرعية السياسية النفسية باعتبارها وسيلةً لتفادي مناقشة المسائل المتعلقة بالرفاه والعدالة بمعزل عن بعضهما البعض. يجمع هذا النوع من الشرعية بين هذين المفهومين ويسيس مفهوم تعزيز الرفاه. 
تعريف: «يشير مصطلح الشرعية السياسية النفسية إلى مدى تحقيق الدراسات والتدخلات المجتمعية تكاملًا بين (أ) المعرفة -فيما يتعلق بالمصادر متعددة التخصصات والمستويات، والتجارب، وعواقب الاستبداد- و(ب) الاستراتيجيات الفعالة لتعزيز التحرر النفسي والسياسي على الأصعدة الشخصية والعلائقية والجماعية».